# Nina van den Brink
Nina Margita van den Brink, född 6 september 1966 i Borgå, är en finlandssvensk journalist och författare.
Nina van den Brink har studerat litteraturvetenskap, filmvetenskap, franska, nationalekonomi, statistik, sociologi och journalistik. 
Hon har varit nyhetsreporter på Dagens Industri och arbetat på Expressen, Computer Sweden, Internetworld och Situation Stockholm. Hon har också varit reporter och biträdande redaktör på Dagens Industri Weekend samt novellredaktör på Aller media.
van den Brink har sedan 2016 medarbetat i nyhetsmagasinet Fokus och är sedan oktober 2018 tidningens kulturredaktör.
År 2022 gav van den Brink ut Jag har torkat nog många golv, en biografi om Maja Ekelöf. Göran Greider skrev att van den Brink med sin research i personliga arkiv och bland annat intervjuer med barn och vänner lyckades skapa en sällsamt realistisk närvarokänsla. Han menade att biografin har utsikter att bli en klassiker liksom Ekelöfs debutbok Rapport från en skurhink 1970. För boken tilldelades van den Brink Augustpriset i faktaklassen år 2022.